# Палац Санґушків (Славута)
Палац князів Санґушків — еклектична будівля, частина архітектурного ансамблю XVIII — початку XX століть, який був розташований на узвишші по правому березі річки Деражня (нині Утка) в містечку Славута на Волині. Зразок резиденційної архітектури князів Санґушків.

## Історія і архітектура

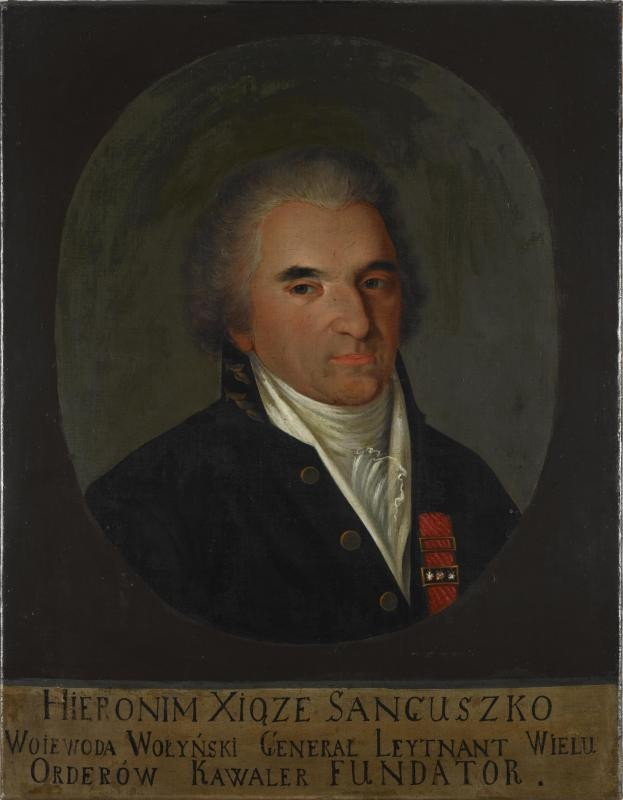
Ієронім Януш Санґушко

### XVIII століття
У 1782-1790-х роках на замовлення князя Ієроніма Санґушка, за проектом архітектора Фердинанда (?) Мерцка, поряд старого дерев'яного двору («замку»), збудовано мурований бароковий палац. Будівельними роботами керували Йоган Кетлер і Фабіан Жумпар. Малярські роботи виконав Юзеф Рейхан. Це був одноповерховий будинок з двома бічними флігелями. На партері розміщувалися сіні, кабінет, їдальня, покій «лівий»; на першому поверсі — вітальня, спальня та інші покої. На жаль, іконографічні матеріали щодо славутського палацу з тих часів відсутні.
Під час другого етапу розбудови славутської резиденції у 1793-1795 роках палац, як і палацовий обшир, суттєво розширено. Запроваджено традицію проведення бенкетів і балів.

### XIX століття

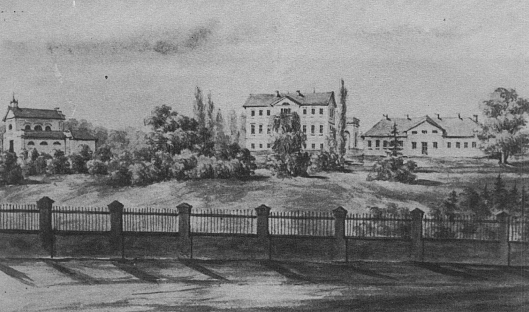
Наполеон Орда. Палац у Славуті. Малюнок XIX століття

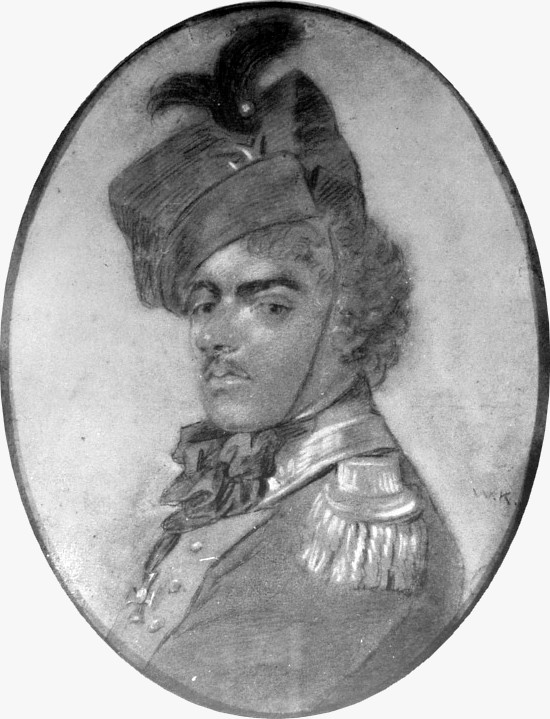
Євстахій Еразм Санґушко

Після смерті Ієроніма Санґушка, власником Славути стає Євстахій Санґушко, отож подальша розбудова резиденції відбувалася з його ініціативи. У 1822-1841 роках поблизу палацу збудовано костел Святої Дороти, храм, що мав призначення парафіяльного.
За спостереженнями службовця князівської канцелярії Роберта Набєляка, палац тоді був одноповерховим і квадратним у проєкції. Мав хоча й просторий, проте зовсім не оздоблений фасад. Поруч нього розміщувався флігель, кухня, каса і канцелярія. На віддалі розташовувалися стайні. За стайнями йшла суконна фабрика. Безпосередньо місто розкинулося на протилежному березі ставу, через який від палацу провадила кладка. Триваліший шлях йшов дорогою, що оббігала став. Усі будівлі мали червоні дахи, що на думку Набєляка, прикрашало славутський пейзаж.
Під керівництвом архітектора А. Брунака, над палацом зведено другий поверх. Добудовано портик з колонами і нові сходи. Відремонтовано приміщення першого поверху. Замінено столярку. Праве крило закцентоване арочним проїздом, вивершеним терасою. Як свідчать сучасні іконографічні матеріали, архітектурне опрацювання палацу було досить убогим. Це підтверджує мюнхенський часопис «Das Ausland», який 28 жовтня 1841 року писав, що славутський палац, перебудований зі старої будівлі, не особливо від неї відрізняється.
Стан резиденції після чисельних перебудов зафіксував також і Мізоцький шляхтич Юзеф Дунін Карвіцький:
|  | Розбудований місцевий палац, постійна резиденція дідичів, є важким, двоповерховим, мурованим будинком, що не має жодного стилю. На початку 1830-х років, добудовано другий поверх, набагато нижчий від першого, що, звісно, палац не прикрашає. Два флігелі, один кухонний, а другий вітальний, насиджений до смерті княгині св. п. Євстахової, а далі манеж і одноповерховий павільйон з чималими стайнями, в яких утримується стадо відомих санґушківських коней, складали до останнього часу палацовий комплекс. У тому ж павільйоні мешкав протягом 50 років і тут помер св. п. князь Роман [...] Адже жоден з членів родини, після смерті кн. Євстахія не мешкав у палаці; були в ньому лише адміністративні покої на партері; перший поверх стояв пусткою. Перебуваючі гості розміщувалися на другому. Оригінальний текст (пол.) Obszerny tutejszy pałac, zwykła rezydencya dziedziców, jest to cięźki, dwupiętrowy, murowany budynek, niemający żadnego stylu. Na począntku trzeciego dziesiątka bieżącego stuliecia, dobudowano drugie piętro, daleko niższe od pierwszego, co bynajmniej nie posłużyło ku jego ozdobie. Dwie oficyny, jedną kuchenna a drugą gościnna, zamieszkiwana do śmierti przez ś. p. księżnę Eustachową, a dalej rajtszula i pawilon piętrowy z obszernymi stajniami, mieszczącemi w sobie słynne konie stada Sanguszkowskiego, stanowiły do ostatnich lat pałacowe attynencye. W tym to pawilonie mieszkał przeszło lat 50 i tu zmarł ś. p. książe Roman [...] Żaden więc z członków rodziny, po śmierci ks. Eustachego nie mieszkał w pałacu; były w nim tylko pokoje recepcyonalne na parterze; pierwsze piętro stało prawie pustkami. Przybywających gości mieszczono na drugiem. |

Після смерті князя Євстахія Санґушка (пом. 1844) ніхто з Санґушків постійно у палаці не мешкав. Сам палац розташовувався на піщаному узвишші, не загороджений від міста. Відтак віряни навпростець ходили до костелу Св. Дороти через палацовий дитинець. 1866 року на першому поверсі розміщено так званий архів князів Санґушків і родинні збірки порцеляни, зброї, живопису, перевезені до Славути із заславської резиденції. У 1869 році архів перенесено до палацевого флігеля.

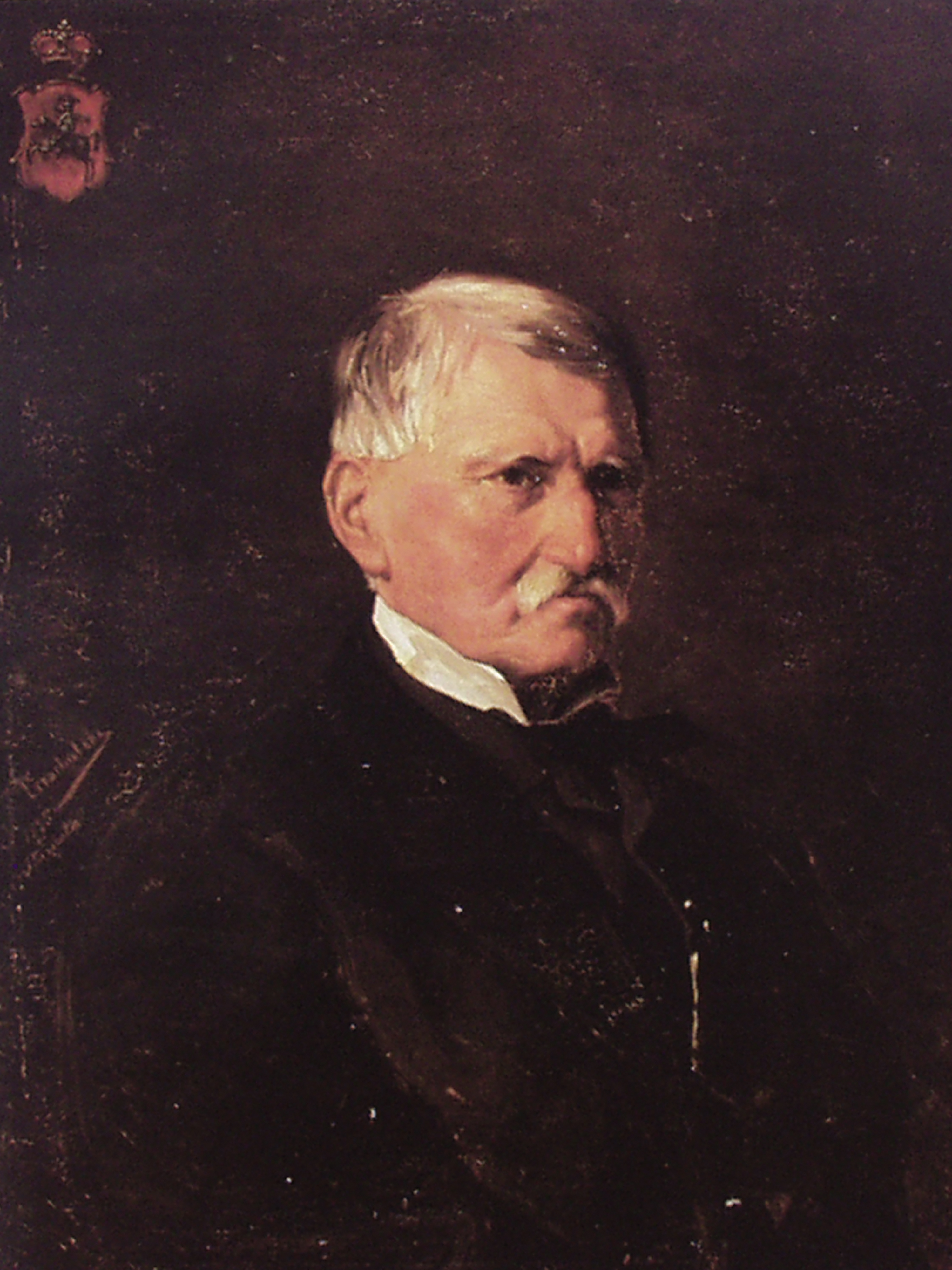
Роман Адам Санґушко

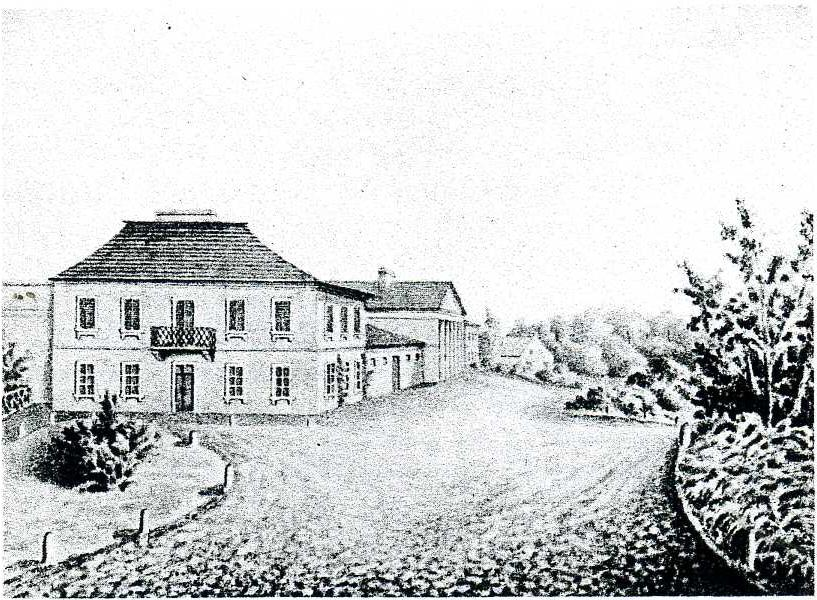
Комплекс «При стайнях». Малюнок з акварелі XIX століття

1810 року до славутської резиденції перенесено частину корецької книгозбірні, що складала кілька тисяч томів.
Згодом у славутській резиденції оселився князь Роман Адам Санґушко, щоправда під замешкання він обрав класицистичний павільйон «при стайнях». Складався останній із трьох двоярусних будинків з'єднаних між собою одноповерховими об'ємами у яких колись розташовувалися стайні. Князь замешкав в середньому корпусі, що являв собою будинок розчленований від головного фасаду шістьма пристінними колонами, що підтримували балки і трикутний фронтон. Був накритий двоспадовим черепичним дахом. Заходами князя Романа Адама Санґушка на палацовому обширі закладено призначений для гостей і надвірних «Графський дім».
У 1858 році князь Роман Адам Санґушко полишив павільйон «при стайнях» і перебрався на помешкання до новозбудованої за костелом, серед дубового гаю, хатини.
Нове дихання резиденція отримала за владарювання графині Кароліни де Тун Гогенштайн, дружини князя Романа Даміана Санґушка. Палацовий комплекс обладнано водогоном і каналізацією. Розширено парк. Висаджено велику кількість дерев, кущів і квітів. Розбито клумби і газони. Перший поверх перетворено на розкішні адміністративні апартаменти. Сходи й інші покої прикрашено старосвітськими гобеленами. Найцінніший гобелен, із зображенням тиціанівських амурчиків, які пурхають між хмар, прикрашав великий салон. На інших були зображені біблійні сцени, лісові пейзажі на т. зв. червонувато-коричневому (фр. feuille morte) тлі. Бронзова пластика, старосвітська порцеляна і японські вази, привезені з заславського палацу довершували вбрання палацових інтер'єрів. Збудовано групу фонтанів декорованих скульптурними композиціями італійських майстрів.
Після смерті князя Романа Адама Санґушка (пом. 1884) архів перенесено до павільйону «при стайнях», а згодом його іще раз перенесено до колишньої каплиці напроти палацу за парком. У славутській резиденції Санґушки мешкали лише в холодну пору року, а на літо перебиралися до збудованої у 1880-х рр. вілли у Климівці під Заславом. Туди ж була перенесена основна частина санґушківської збірки малярства.

### ХХ століття

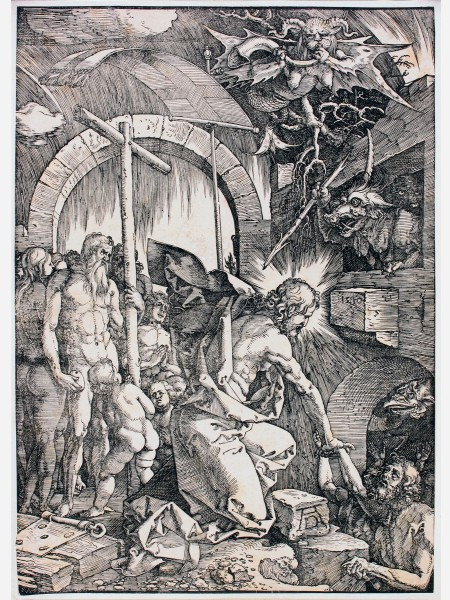
Альбрехт Дюрер. Сягання до безодні. З колишньої палацової мистецької збірки

Після пожежі 1905 року палац востаннє реконструйований. Змінено палацовий дах і перекрито його бляхою. Головний фасад палацу акцентовано трьома ризалітами. Центральний півколовий ризаліт вивершений аттиком, два бічних — трикутними фронтонами.
Остаточно сформований палацовий комплекс розташовувався серед парку й окрім власне самого палацу включав менший палац — так званий «Графський дім», стайні, кухню, службовий флігель, оранжерею, будинок охорони, кузню і альтанку. За парком вивищувався костел Святої Дороти. Від малого палацу в західному напрямку аж до залізничної станції простягався парк «Звіринець», призначений для відпочинку і полювання князів і їхніх гостей. На протилежному березі річки Деражня був посаджений громадський парк «Альбенка». Терен резиденції був обнесений триметровим парканом, довжиною близько 3 км.
24 грудня 1917 року, краківська газета «Czas», опублікувала спогад історика мистецтва, професора Яґеллонського університету Єжи Мицєльського, про відвідини ним, з-перед 1914 року, славутської резиденції. З публікації випливає, що в палаці зберігалася ще доволі численна колекція творів мистецтва різних епох, для укладання переліку якої був запрошений Мицєльський. По-пам'яті він пригадував, що в різних кімнатах висіли близько 20 картин XVII століття, виконаних майстрами нідерландської і фламандської шкіл. Серед них: «Гуляння» Давіда Тенірса молодшого; невідома робота Дірка Ступа; натюрморт Рахілі Рейсх тощо. З італійського живопису: картина на дошці із зображенням усіченої голови Івана Хрестителя першої чверті XVI століття атрибутована Луїні Бернардино, учневі Леонардо . З французького: робота із зображенням сцени лісового полювання пензля Жана-Батиста Одрі і одна з перших, часів побуту в Речі Посполитій, робіт Жана-П'єра Норблена де ла Ґурдена «Битва під Зборовом».

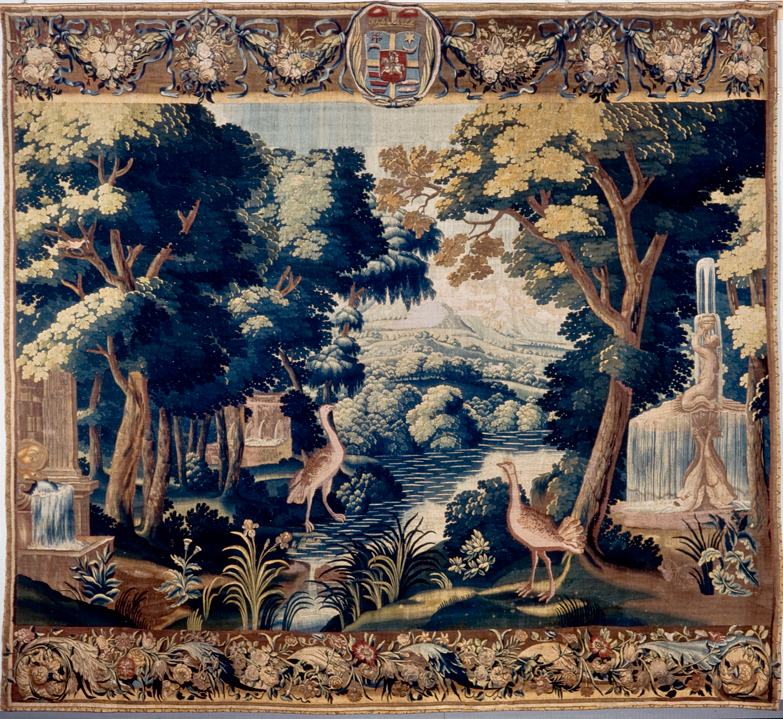
Зелень. Гобелен з птахами. Фламандський гобелен із збірки Санґушків, Музей мистецтва Сан-Паулу, Бразилія

У палаці також була збірка санґушківських фамілійних портретів, серед яких Мицєльський виокремив портрети Януша Модеста Санґушка та його дружини Анелі роботи віденського художника Йогана Баптиста Лампі.
Інтер'єр палацових покоїв прикрашали кілька датованих XVIII століттям китайських ваз, висотою від 0,5 до 1 метра.
Окремий захват мистецтвознавця викликала колекція з більш ніж 20-ти гарно збережених гобеленів, захована в 1890-х, після невдалої спроби пристосування під малі розміри славутських кімнат, до осібно розташованого від палацу сховища. Мицєльський поділяє їх на три цикли:

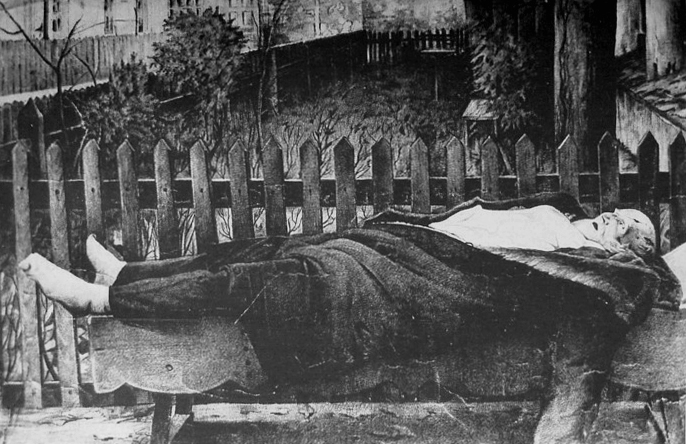
Тіло замордованого кн. Романа Даміана Санґушка. 1917 рік

1. Гобелени фламандські з XVI сторіччя із зображеннями рицарсько-міфологічних сцен;

2. Великих розмірів, типовіші, переважно з пейзажами, фламандські, середини XVII сторіччя;

3. Найбільш мистецьки вартісна і довершена, робота французьких верстатів «Etienne Blondel» за картонами Франсуа Буше.
На ті часи, Мицєльський оцінив вартість усіх трьох циклів гобеленів у 10 мільйонів франків, що в золотому еквіваленті становило 2903 кілограми.
Перед Першою світовою війною велика частина палацових мистецьких збірок була вивезена в глиб Росії, звідки, після Ризького миру 1921 року, була передана до Польщі.
Восени 1917 року під час бунту 264 запасного піхотного полку російської армії, розквартированого в Славуті, палацовий комплекс, залишена перед війною частина мистецьких збірок, були піддані грабунку і вогню. Власника славутської резиденції князя Романа Даміана Санґушка по-звірячому вбили, іншим мешканцям палацу вдалося врятуватися втечею. Після пожежі залишився неушкодженим образ святої Терези, який пізніше урочисто перенесли до костелу святої Дороти. У 1922 році за розпорядженням радянської влади румовища палацу розібрали. На сьогодні від колишньої резиденції залишилися лише стайні та костел Святої Дороти.

## Відвідувачі

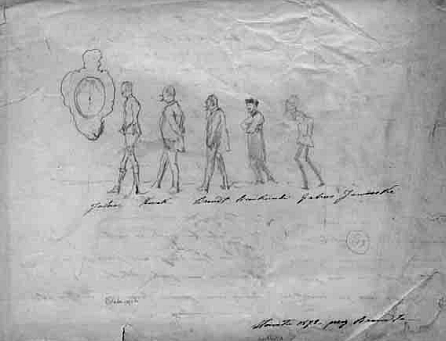
Юзеф Брандт. Силуети «Юльця» Дзєдушицького, Юзефа Брандта, Бєньковського, «Ґабуся» Яворського і Юліуша Коссака в часі відвідин Славути. 1872 рік

1800 року Славуту відвідав художник Зиґмунт Фоґель, а 1815 року — німецький художник Петер фон Гесс, який повинен був зробити ескізи арабських коней, розведенням яких займалися Санґушки, для зображення батальних сцен на стінах королівського палацу в Мюнхені.
Славутську резиденцію неодноразово відвідував князь Вацлав Жевуський («Емір Золота Борода», «Отаман Ревуха», відомий поціновувач коней). У середині 1828 року з ним приїхала капела бандуристів Каетана Відорта та хор надвірних козаків з Саврані, що представили нову збірку арабських пісень у перекладі князя Вацлава. Рецензентами цієї збірки були князь Євстахій Санґушко та поет Іван Котляревський, який вже не вперше гостював у палаці Санґушків.
Наприкінці XIX століття на лікуванні у славутських володіннях князів Санґушків перебувала Леся Українка, у 1890-х роках з концертом виступила Марія Заньковецька. У 1884 – 1887 роках тут працювали дослідник-археограф Зиґмунт Люба Радзимінський та вчитель слов'яно-кириличної палеографії із Львівської гімназії Петро Скобельський, історик Олександр Чоловський, які спільно з консерватором славутського архіву Броніславом Горчаком, займалися вивченням, впорядкуванням і публікацією джерельних матеріалів архіву князів Санґушків.
У славутській резиденції князів Санґушків побували художники Наполеон Орда, Юзеф Брандт, Юліуш Коссак та інші.

## Цікаві факти

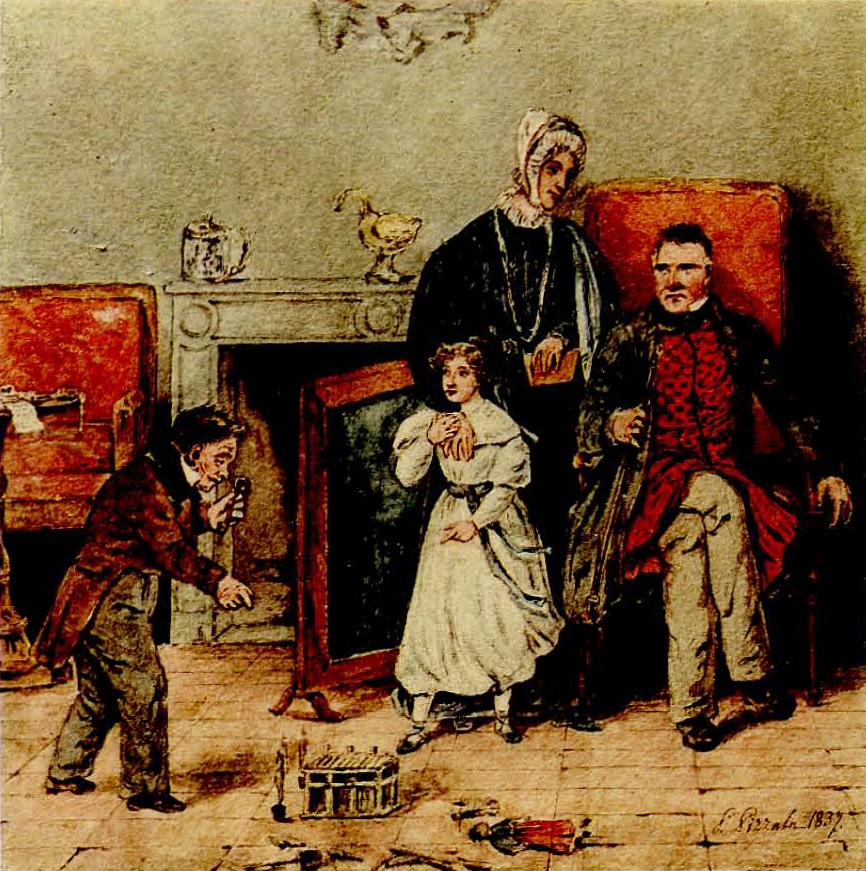
Євстахій Санґушко з дружиною Клементиною, онукою Марією і карликом «паном Якубцем». 1837

- На думку Роберта Набєляка, службовця-канцеляриста часів князя Євстахія Санґушка, парк, що ріс між палацом і суконною фабрикою, нічим особливим не відрізнявся, окрім власного охоронця. Його сторожував ветеран наполеонівських війн, дивак, що побував на острові Сан-Домінґо і в Москві, але який нічого не умів розповісти, з причини меланхолійного стану[2].
- Улюбленець кількох поколінь славутських дітлахів, мешканець палацу, карлик Якуб Шпал або як його ще називали Якубцьо Дешпал, мав знатну колекцію табакерок. Існувала неформальна традиція, що кожна з дам, яка завітає до палацу, має поповнити колекцію новою річчю. Спеціально для Шпала у стайнях утримували кілька карликових коней і маленьку жовту карету. Води Шпал не пив, віддавав перевагу пуншу і іншим алкогольним напоям. Помер 9 березня 1857 року. Княгиня Марія Санґушківна встановила на його могилі пам'ятник із написом: «Якубові Шпала названому Дешпал. Вірному товаришеві і приятилеві п'яти поколінь князів Санґушків». Цей пам'ятник у вигляді невеликого залізного саркофагу й досі валяється на закинутому славутському кладовищі[23][24].

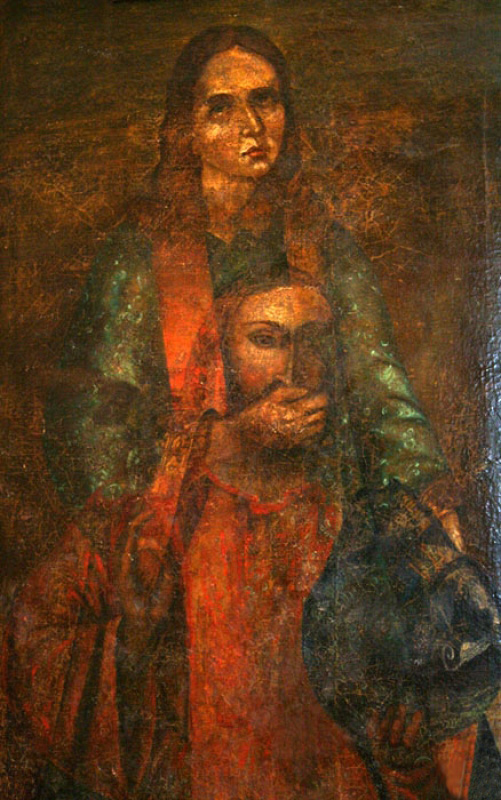
Святий Стефан затуляє Христові вуста. XVIII століття

- Волинський генерал-губернатор Михайло Чертков вважав заславські маєтності, що з 1907 року носитимуть назву Заславської ординації, і зокрема містечко Славуту, за «лігвище всієї сволоти». Таке відношення було зумовлене тим, що всі службовці маєтностей 1863 року взяли участь у повстанні проти росіян, а на славутських фабриках виготовлялись коси та піки для повстанців[25].
- Історія з реального життя, почута Юрієм Кленом під час відвідин палацу Санґушків у Славуті, лягла підвалиною новели «Медальйон». Діти, які хотіли врятувати повітряного змія, налякали коней, якими правила княгиня Санґушкова. За крок від загибелі княгиню з малою донечкою врятував убогий, який відмовившись від будь-якої дяки подався у світи. Через деякий час, Санґушкова, зайнята благодіяннями, знаходить у мерця медальйон, за яким впізнає свого рятувальника. Цілком щиро княгиня намагається віддячити бодай дітям свого рятівника, не підозрюючи, що її справжній рятівник убитий рукою небіжчика з медальйоном[26][27].
- На полотні картини Святого Стефана | Ісуса Христа, коли вона потрапила до реставратора Національного університету «Острозька академія» Миколи Бендюка було понад 50 дірок від куль. Їх залишили 1917 року нападники на палац Санґушків у Славуті. Місцеві мешканці понад 80 років зберігали картину із поєднанням образів святого Стефана який затуляє долонею Христові вуста. Ці два образи мають різночасове походження і дивним чином наклалися один на другий[28][29].

## Інтернет-ресурси
- Tadeusz Jerzy Stecki Wołyń pod względem statystycznym, historycznym і archeologicznym. T.1. Lwów, 1864. (пол.) (Перевірено 17 листопада 2011)
- Павлюк В. Палацово-паркові ансамблі магнатерії — центри культури Волині (Перевірено 17 листопада 2011)
- Władysław Berkowski. Sławuta jako rezydencja książąt Sanguszków od końca w. XVIII do początku w. XX (пол.) (Перевірено 17 листопада 2011)
- Małgorzata Śliż. Sławucka stadnina w świetle raportu z 1799 r. (пол.) (Перевірено 14 вересня 2011)